# Marie Kalergi
Marie Kalergi (16. ledna 1840, Petrohrad – 11. března 1877, Poběžovice) byla polská šlechtična.

## Život
Narodila se 16. ledna 1840 v Petrohradu, jako dcera Jana Kalergiho a klavíristky Marie Kalergis. Dne 27. června 1857 se v Paříži vdala za Franze Karla Coudenhoveho a to dalo vzniknout rodině Coudenhove-Kalergi. Spolu měli 6 dětí:
- Heinrich Coudenhove-Kalergi (12. října 1859 – 14. května 1906), hrabě Coudenhove-Kalergi, diplomat, velvyslanec v Japonsku, ⚭ 1892 Micuko Aojama (7. července 1874 – 27. srpna 1941)
- Friedrich Coudenhove-Kalergi (9. ledna 1861 – 15. září 1882), svobodný a bezdětný
- Johann Dominik Maria Coudenhove-Kalergi
- Maria Thekla Walburga Franzisca Coudenhove-Kalergi (31. května 1865 – 27. března 1933), ⚭ 1889 František Josef Maria Coudenhove-Honrichs (20. září 1856 – 26. prosince 1912)
- Richard Joseph Franz Maria Coudenhove-Kalergi (8. května 1867 – 11. června 1934), ⚭ 1906 Margareta von Mutzenbecher (29. srpna 1872 – 22. července 1968)
- Marietta Anna Sophie Viktorie Coudenhove-Kalergi (26. října 1874 – 25. června 1938)

Zemřela 11. března 1877 v Poběžovicích.